# Ida del Liechtenstein
Ida del Liechtenstein (nome completo in tedesco Ida Maria Lamberta Theresia Franziska de Paula; Lednice, 17 settembre 1839 – Libějovice, 4 agosto 1921) è stata principessa consorte di Schwarzenberg dal 1888 al 1914, come moglie di Adolfo Giuseppe.

## Biografia

### Nascita
La principessa Ida, nata nel castello di Lednice il 17 settembre 1839, era la quinta figlia del principe Luigi II e della contessa Franziska Kinsky. Prima di lei nacquero quattro sorelle, Maria Francesca (1834), Carolina (1836), Sofia (1837) e Aloisia (1838), fu invece sorella maggiore del futuro Giovanni II (1840), di Francesca (1841), Enrichetta (1843), Anna Maria (1846), Teresa (1850) e del futuro Francesco I (1853).

### Matrimonio ed età adulta

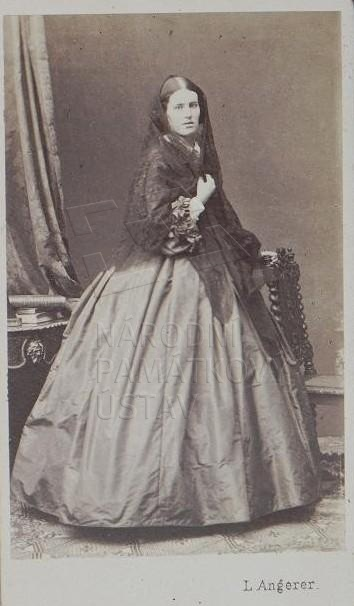
La principessa Ida in uno scatto di Ludwig Angerer del 1860 circa

A 17 anni sposò, il 4 giugno 1857, il principe Adolfo Giuseppe di Schwarzenberg al Palazzo Liechtenstein di Vienna, il quale era già imparentato con lei in quanto la madre di lui, Maria Eleonora, apparteneva alla cosiddetta linea carolina, un ramo collaterale del casato di Liechtenstein. Di preciso era cugina di terzo grado del marito, poiché i rispettivi nonni, Giovanni I Giuseppe e Maurizio, erano cugini primi. La cerimonia di nozze fu condotta dal cardinale Federico Giovanni di Schwarzenberg, zio dello sposo. Nel 1858 Ida divenne dama di compagnia dell'imperatrice consorte Elisabetta di Baviera, dedicò poi la sua vita alla partecipazione ad attività benefiche organizzate da associazioni e istituzioni di assistenza sociale. Alla morte del suocero Giovanni Adolfo II nel 1888, divenne principessa di Schwarzenberg con il coniuge.

### Nozze d'oro
Il 4 giugno del 1907 Ida e il marito celebrarono mezzo secolo di matrimonio, diventando l'unica coppia della famiglia degli Schwarzenberg ad arrivare a codesto traguardo di nozze. L'evento fu celebrato, in verità, a partire dal 3 giugno, con 91 invitati presso il castello di Hluboká, fatto riedificare dai suoceri di Ida negli anni '60, secondo un calendario minuziosamente scritto e approfondito. Durante il banchetto del pranzo del 4 giugno furono eseguiti i seguenti brani: marcia del Tannhäuser di Richard Wagner, fantasie dalla Tosca di Giacomo Puccini, brani dall'Eugenio Onegin di Pëtr Il'ič Čajkovskij, Potpourri da La vedova allegra di Franz Lehár, un divertimento da Manon di Jules Massenet e Marcia solenne da Sigurd Jorsalfar di Edvard Grieg. Inoltre, in onore dei due sposi, appassionati di caccia e delle aree boschive, fu innalzato un monumento nella loro tenuta di Třeboň, il 10 ottobre 1907.

### Ultimi anni e morte
Nel 1914 rimase vedova e morì sette anni dopo, il 4 agosto 1921, all'età di 81 anni a Libějovice, dove aveva preso residenza col marito poco dopo il matrimonio. Fu tumulata nel mausoleo degli Schwarzenberg a Třeboň.

## Discendenza
Ida del Liechtenstein e Adolfo Giuseppe di Schwarzenberg ebbero nove figli, di cui quattro femmine e cinque maschi, dai quali ebbero in totale diciotto nipoti:
- Eleonora Giovanna Maria di Schwarzenberg (Seebenstein, 24 giugno 1858 - Lázně Bělohrad 14 febbraio 1938), sposò a Vienna il 22 maggio 1883 il conte Enrico di Lamberg, freiherr di Ortnegg e Ottenstein (1841-1929);[4]
- Giovanni Nepomuceno Adolfo Maria Uberto Massimino di Schwarzenberg (Vienna, 29 maggio 1860 - Vienna, 1⁰ ottobre 1938), sposò il 27 agosto 1889 a Vienna Teresa di Trauttmansdorf-Weinsberg (1870-1945), con cui ebbe otto figli, di cui tre maschi e cinque femmine:[5]
  - Adolfo Giovanni Maria Francesco Giuseppe Uberto Agapito di Schwarzenberg (1890-1950);
  - Carlo Felice Benedetto Maria Uberto Medardo di Schwarzenberg (1892-1919);
  - Ida Uberta Maria Benedetta Teresa Vincenza Melita di Schwarzenberg (1894-1974);
  - Giuseppina Gabriella Maria Benedetta Uberta Candida di Schwarzenberg (1895-1965);
  - Anna Maria Benedetta Uberta Vincenza di Schwarzenberg (1897-1954);
  - Edmondo Carlo Maria Benedetto Uberto di Schwarzenberg (1897-1932) gemello della precedente;
  - Maria Benedetta Uberta Gerona Lidia di Schwarzenberg (1900-1981);
  - Teresa Maria Ida Benedetta Uberta Stanislava Martina di Schwarzenberg (1905-1979).
- Francesca di Paola di Schwarzenberg (Frauenberg, 21 settembre 1861 - Hort, 28 dicembre 1951), sposò il 14 aprile 1880 a Vienna il conte Maria Nicola Maurizio Felice Luigi Eustachio Esterházy di Galanta (1855-1925) e con lui ebbe cinque figli, di cui due maschi e tre femmine:[6]
  - Maurizio Giovanni Maria Nicola Giuseppe Felice Ignazio Aloisio Vittorio Romualdo Esterházy di Galanta (1881-1960);
  - Aloisio Maria Nicola Vittorio Felice Giuseppe Michele Esterházy di Galanta (1883-1916), morto in battaglia a Sósmezö, in Ungheria;
  - Maria Polissena Elisabetta Francesca Romana Esterházy di Galanta (1886-1976);
  - Ida Esterházy di Galanta (1891-1948);
  - Valentina Esterházy di Galanta (1898-1942).
- Luigi Giovanni Maria Apollinare Uberto (Libějice, 23 luglio 1863 - 3 marzo 1937);[7]
- Maria Luigia di Schwarzenberg (Vienna, 31 marzo 1865 - 12 aprile 1943);[8]
- Felice Merardo Uberto di Schwarzenberg (Libějice, 8 giugno 1867 - Gusterheim, 18 novembre 1946), sposò Anna di Löwenstein-Wertheim-Rosenberg (1873-1936) e con lei ebbe cinque figli, di cui due maschi e tre femmine:[9]
  - Giuseppe Maria Adolfo Tito di Schwarzenberg (Bratislava, 3 gennaio 1900 - Vienna, 25 ottobre 1979);
  - Maria Teresa Elisabetta Giuseppina Scolastica di Schwarzenberg (Bratislava, 9 marzo 1901 - Vienna, 16 marzo 1935);
  - Sofia di Schwarzenberg (Bratislava, 9 marzo 1901 - 16 marzo 1915), gemella della precedente;
  - Enrico Carlo Borromeo Maria Francesco di Schwarzenberg (Bratislava, 29 gennaio 1903 - Vienna, 18 giugno 1965), fu duca di Krummau;
  - Eleonora Maria Annunziata Francesca di Paola Francesca di Assisi Giuseppa Benedetta Carola Borromea di Schwarzenberg (Vienna, 1⁰ aprile 1904 - Vienna, 15 luglio 1984).
- Giorgio Maria Uberto Pantaleone di Schwarzenberg (Libějice, 27 luglio 1870 - Marienhof, 20 maggio 1952);[10]
- Carlo Lorenzo di Schwarzenberg (Libějice, 10 agosto 1871 - Shangai, 1⁰ aprile 1902);[11]
- Teresa Maria Uberta Agnese Francesca Ermenegilda di Schwarzenberg (Třeboň, 13 aprile 1873 - Praga, 27 ottobre 1946).[12]

## Titoli e trattamento
- 17 settembre 1839 - 4 giugno 1857: Sua Altezza Serenissima, la principessa Ida del Liechtenstein
- 4 giugno 1857 - 15 settembre 1888: Sua Altezza Serenissima, la principessa ereditaria di Schwarzenberg, principessa del Liechtenstein
- 15 settembre 1888 - 5 ottobre 1914: Sua Altezza Serenissima, la principessa di Schwarzenberg, principessa del Liechtenstein
- 5 ottobre 1914 - 4 agosto 1921: Sua Altezza Serenissima, la principessa vedova di Schwarzenberg, principessa del Liechtenstein

## Ascendenza
|                                                            |                                      |                                                       | Genitori                                              |  |  | Nonni |  |  | Bisnonni                               |  |  | Trisnonni                  |  |
|                                                            |                                      |                                                       |                                                       |  |  |       |  |  | Francesco Giuseppe I del Liechtenstein |  |  | Emanuele del Liechtenstein |  |
|                                                            |                                      |                                                       |                                                       |  |  |       |  |  | Francesco Giuseppe I del Liechtenstein |  |  | Emanuele del Liechtenstein |  |
|                                                            |                                      | Maria Anna Antonia di Dietrichatein-Weichselstädt     |                                                       |  |  |       |  |  | Francesco Giuseppe I del Liechtenstein |  |  |                            |  |
| Giovanni I Giuseppe del Liechtenstein                      |                                      |                                                       |                                                       |  |  |       |  |  | Francesco Giuseppe I del Liechtenstein |  |  |                            |  |
|                                                            |                                      | Leopoldina di Sternberg                               | Francesco Filippo di Sternberg                        |  |  |       |  |  |                                        |  |  |                            |  |
|                                                            |                                      | Leopoldina di Sternberg                               | Francesco Filippo di Sternberg                        |  |  |       |  |  |                                        |  |  |                            |  |
|                                                            |                                      | Leopoldina di Sternberg                               | Maria Leopoldina di Starhemberg                       |  |  |       |  |  |                                        |  |  |                            |  |
| Luigi II del Liechtenstein                                 |                                      | Leopoldina di Sternberg                               |                                                       |  |  |       |  |  |                                        |  |  |                            |  |
|                                                            |                                      | Gioacchino Egon di Fürstenberg-Weitra                 | Ludovico Guglielmo Augusto Egon di Fürstenberg-Weitra |  |  |       |  |  |                                        |  |  |                            |  |
|                                                            |                                      | Gioacchino Egon di Fürstenberg-Weitra                 | Ludovico Guglielmo Augusto Egon di Fürstenberg-Weitra |  |  |       |  |  |                                        |  |  |                            |  |
|                                                            |                                      | Gioacchino Egon di Fürstenberg-Weitra                 | Maria Anna Fugger di Kirchberg-Weissenhorn            |  |  |       |  |  |                                        |  |  |                            |  |
| Giuseppa di Fürstenberg-Weitra                             |                                      | Gioacchino Egon di Fürstenberg-Weitra                 |                                                       |  |  |       |  |  |                                        |  |  |                            |  |
|                                                            |                                      | Sofia Maria di Oettingen-Wallerstein                  | Filippo Carlo di Oettingen-Wallerstein                |  |  |       |  |  |                                        |  |  |                            |  |
|                                                            |                                      | Sofia Maria di Oettingen-Wallerstein                  | Filippo Carlo di Oettingen-Wallerstein                |  |  |       |  |  |                                        |  |  |                            |  |
|                                                            |                                      | Sofia Maria di Oettingen-Wallerstein                  | Carlotta Giuliana di Oettingen-Baldern                |  |  |       |  |  |                                        |  |  |                            |  |
| Ida del Liechtenstein                                      |                                      | Sofia Maria di Oettingen-Wallerstein                  |                                                       |  |  |       |  |  |                                        |  |  |                            |  |
|                                                            | Giuseppe Kinsky di Wchinitz e Tettau | Francesco di Paola Ulrico Kinsky di Wchinitz e Tettau |                                                       |  |  |       |  |  |                                        |  |  |                            |  |
|                                                            | Giuseppe Kinsky di Wchinitz e Tettau | Francesco di Paola Ulrico Kinsky di Wchinitz e Tettau |                                                       |  |  |       |  |  |                                        |  |  |                            |  |
|                                                            | Giuseppe Kinsky di Wchinitz e Tettau | Maria Sidonia Teresa di Hohenzollern-Hechingen        |                                                       |  |  |       |  |  |                                        |  |  |                            |  |
| Francesco di Paola Giuseppe Kinsky von Wchinitz und Tettau | Giuseppe Kinsky di Wchinitz e Tettau |                                                       |                                                       |  |  |       |  |  |                                        |  |  |                            |  |
|                                                            |                                      | Maria Rosa di Harrach                                 | Ferdinando Bonaventura di Harrach                     |  |  |       |  |  |                                        |  |  |                            |  |
|                                                            |                                      | Maria Rosa di Harrach                                 | Ferdinando Bonaventura di Harrach                     |  |  |       |  |  |                                        |  |  |                            |  |
|                                                            |                                      | Maria Rosa di Harrach                                 | Maria Rosa di Harrach                                 |  |  |       |  |  |                                        |  |  |                            |  |
| Franziska Kinsky von Wchinitz und Tettau                   |                                      | Maria Rosa di Harrach                                 |                                                       |  |  |       |  |  |                                        |  |  |                            |  |
|                                                            |                                      | Rodolfo di Wrbna e Freudenthal                        | Eugenio Venceslao Giuseppe di Wrbna e Freudenthal     |  |  |       |  |  |                                        |  |  |                            |  |
|                                                            |                                      | Rodolfo di Wrbna e Freudenthal                        | Eugenio Venceslao Giuseppe di Wrbna e Freudenthal     |  |  |       |  |  |                                        |  |  |                            |  |
|                                                            |                                      | Rodolfo di Wrbna e Freudenthal                        | Maria Teresa Kollonitz di Kollegrád                   |  |  |       |  |  |                                        |  |  |                            |  |
| Teresa di Wrbna e Freudenthal                              |                                      | Rodolfo di Wrbna e Freudenthal                        |                                                       |  |  |       |  |  |                                        |  |  |                            |  |
|                                                            |                                      | Maria Teresa Aloisia di Kaunitz-Rietberg-Questenberg  | Domenico Andrea di Kaunitz-Rietberg-Questenberg       |  |  |       |  |  |                                        |  |  |                            |  |
|                                                            |                                      | Maria Teresa Aloisia di Kaunitz-Rietberg-Questenberg  | Domenico Andrea di Kaunitz-Rietberg-Questenberg       |  |  |       |  |  |                                        |  |  |                            |  |
|                                                            |                                      | Maria Teresa Aloisia di Kaunitz-Rietberg-Questenberg  | Bernardina di Plettenberg-Wittem                      |  |  |       |  |  |                                        |  |  |                            |  |
|                                                            |                                      | Maria Teresa Aloisia di Kaunitz-Rietberg-Questenberg  |                                                       |  |  |       |  |  |                                        |  |  |                            |  |